# José Bohr
Yopes Böhr Elzer, conocido como José Bohr (Bonn, 3 de septiembre de 1901-Oslo, 29 de mayo de 1994), fue un director de cine, compositor musical, actor, productor, guionista y director de fotografía chileno nacido en Alemania, que ejerció su labor en Argentina, Chile, Estados Unidos y México.

## Primeros años
Nacido en Bonn, Alemania, fue el cuarto hijo del veterinario Daniel Böhr y Henriette (nacida Elzer). Al poco tiempo de nacido Yopez (que después castellanizó a José), su padre viajó junto a su familia para hacerse cargo de las caballerizas del sultán de Turquía Abdul Hamid II, pero un atentado fallido contra el sultán en 1905 por parte de la Federación Revolucionaria Armenia y un fuerte sentimiento antialemán imperante hicieron que Daniel y su familia se trasladaran a Marsella, Francia, para de ahí embarcarse en el transatlántico Espagne rumbo a Buenos Aires. Allí Daniel, junto a Hans, el mayor de los hijos hombres, trabajó en una cervecería, y Henriette se fue con los dos hijos más pequeños (Lucía y José) a trabajar para una familia alemana en la Región pampeana; la hija mayor, María, trabajaba de institutriz con otra familia alemana en la Capital Federal. Daniel gastó sus últimos ahorros en comprar tierras que le ofrecieron en Chiloé, en el sur de Chile, y en el crudo invierno de 1906 la familia cruzó la Cordillera de los Andes rumbo a Chile montados en mulas. En la ciudad de Los Andes (Chile) tomaron un tren rumbo a Santiago de Chile, pero al llegar a la capital chilena se enteraron de que todo su equipaje había sido embarcado hacia el puerto de Valparaíso. Daniel dejó a su familia en Santiago y partió al puerto, donde fue sorprendido por un gran terremoto y un incendio entre cuyos escombros se perdieron todas sus pertenencias.
Al llegar a Chiloé y descubrir que las tierras que había adquirido eran pantanosas, entre la lluvia y el barro decide partir al Estrecho de Magallanes en busca de oro atraído por la fiebre del oro en Tierra del Fuego. Finalmente, en lugar de buscar oro, se instala con un bar en Porvenir, entonces un pequeño pueblo junto al Estrecho de Magallanes, para atender a los buscadores de oro. En mayo de 1907 sufren un amago de incendio en el Bar de Porvenir. En 1911 la familia se establece en Punta Arenas donde instalan un Hotel con restaurante en el Cerro la Cruz denominado Zur Himmelsleiter (A la escalera al cielo), y posteriormente instalan el Hotel Alemán, importante punto de encuentro de los colonos alemanes en esa ciudad austral.
Bohr desde temprano se vio atraído por el arte, y en el subterráneo del restaurante de su familia en calle Roca esquina Pasaje Körner, comienza a montar espectáculos. Con un amigo, adquirió una cámara con la que se dedicaba a filmar todo.

## Carrera
Cámara en mano, sus primeras obras fueron cortos imitando a Charles Chaplin; filmó su primer largometraje, El desarrollo de un pueblo, en 1920.
En 1923 viajó a Buenos Aires, donde desarrolló una prolífica carrera como compositor de tangos, entre los que se destacan: "Farolito", "Pero hay una melena", "Y tenía un lunar", "Cascabelito", y unos 200 temas más. Varios de sus tangos fueron interpretados por Carlos Gardel.
En 1925 participó en la obra Gaucho en Broadway. Participó como protagonista en la primera película hablada en español realizada en Nueva York, titulada Sombras de gloria (1928). Luego vendrían 8 películas más, tras las cuales abandonó Estados Unidos.
Se trasladó a México, donde participó en 15 películas más junto a los más destacados actores del medio. Ahí trabó amistad con Mario Moreno (Cantinflas), Jorge Negrete y Luis Buñuel.
De regreso en Chile, filmó en una veintena de películas, entre las que se destacan Si mis campos hablaran, Uno que ha sido marino, El Gran Circo Chamorro y Mis espuelas de plata. En todas no solo dirigió, sino que también compuso la música, dirigió la fotografía y la edición. En 1940 fue nombrado presidente de Chilefilms. En 1942 dirigió 27 millones, una coproducción chilenoargentina rodada en estos dos países que se conoció en Chile como P’al otro lao. El filme comenzó a rodarse en 1942 pero se estrenó cinco años después, el 8 de mayo de 1947, al parecer por disconformidad del director. Tuvo como protagonistas a La Desideria, Alberto Closas, Mabel Urriola y Max Citelli. La cinta fue restaurada en 2020 y se encuentra disponible para ver gratuitamente en el sitio de la Cineteca Nacional de Chile.
En 1976 se le concedió el reconocimiento de "Hijo Ilustre de Punta Arenas" y el régimen militar de Augusto Pinochet le concedió la orden al mérito de Bernardo O'Higgins.
En la década de los años 1980 se radicó junto a sus hijos en Noruega, donde murió el 29 de mayo de 1994.
Su hijo Daniel es un destacado director teatral de prolongada trayectoria en Europa. El otro hijo de José Bohr, Eduardo, es un destacado músico de importante trayectoria en Noruega y Dinamarca.

## Filmografía

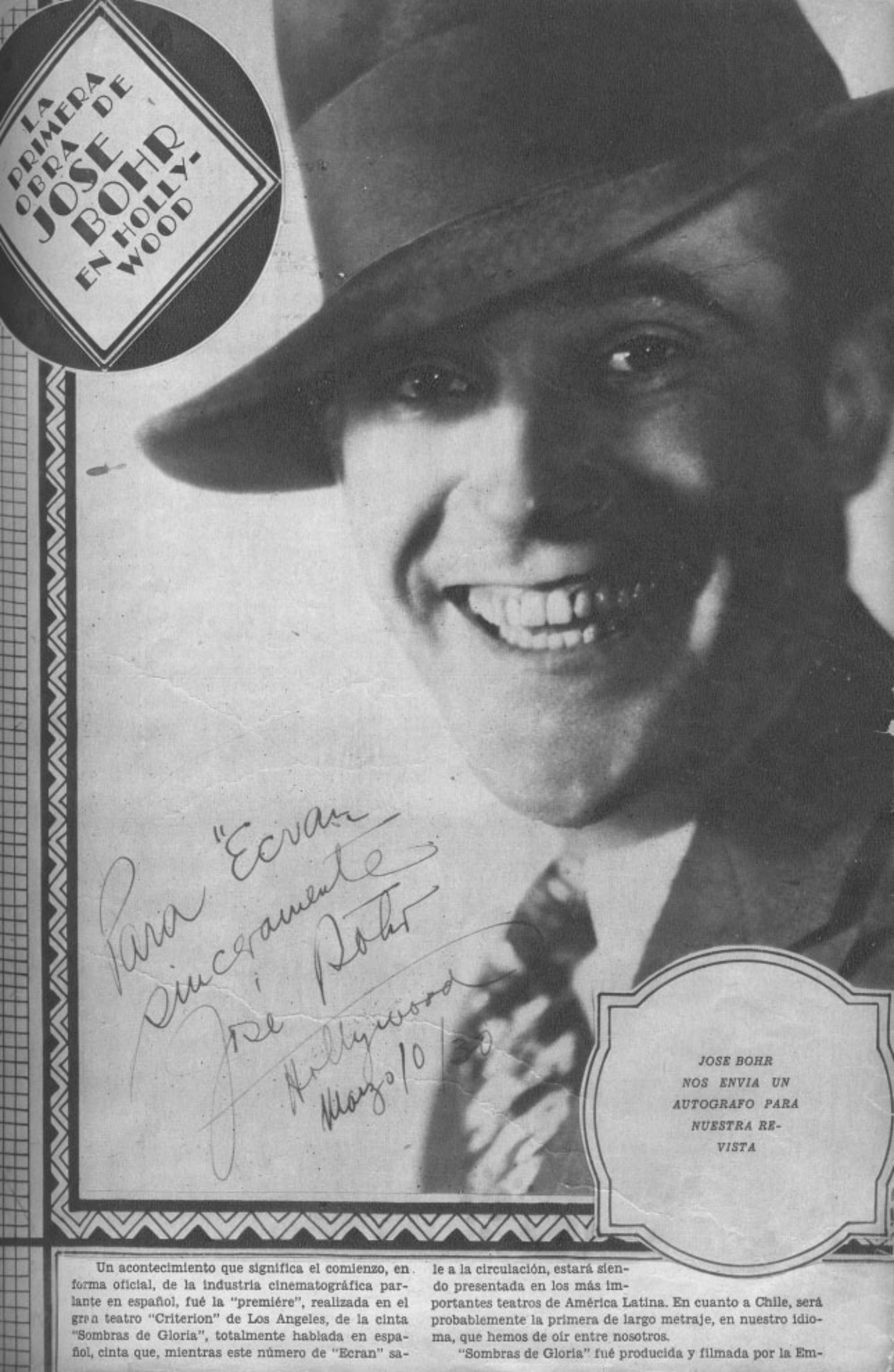
José Bohr en 1930.

| Películas | Películas                                          | Películas         | Películas                                                              |
| Año       | Título                                             | País              | Función                                                                |
| --------- | -------------------------------------------------- | ----------------- | ---------------------------------------------------------------------- |
| 1919      | Noticiero actualidades magallánicas                | Chile             | Director                                                               |
| 1919      | Morvello, como un tubo                             | Chile             | Director                                                               |
| 1920      | Mi noche alegre (los parafinas)                    | Chile             | Director y actor                                                       |
| 1920      | El desarrollo de un pueblo (Magallanes ayer y hoy) | Chile             | Director                                                               |
| 1921      | Esposas certificadas                               | Chile             | Director                                                               |
| 1928      | The big drive                                      | Estados Unidos    | Director                                                               |
| 1929      | Sombras de gloria                                  | Estados Unidos    | Actor                                                                  |
| 1929      | Estudio en blanco y negro                          | Estados Unidos    | Actor                                                                  |
| 1929      | Una noche en Hollywood                             | Estados Unidos    | Actor                                                                  |
| 1929      | Heart Strings                                      | Estados Unidos    | Actor                                                                  |
| 1930      | Así es la vida (What a Man)                        | Estados Unidos    | Actor                                                                  |
| 1930      | Rogue of the Rio Grande                            | Estados Unidos    | Actor                                                                  |
| 1930      | Ex-Flame                                           | Estados Unidos    | Actor                                                                  |
| 1931      | Hollywood, ciudad de ensueños                      | Estados Unidos    | Actor                                                                  |
| 1933      | La sangre manda                                    | México            | director, actor, productor, guionista (argumento), editor y compositor |
| 1934      | ¿Quién mató a Eva?                                 | México            | director, actor, productor, guionista (adaptación) y compositor        |
| 1934      | Tu hijo (Amor de madre)                            | México            | director, productor, guionista (adaptación), editor y compositor       |
| 1935      | Sueño de amor                                      | México            | director, productor, guionista (adaptación) y editor                   |
| 1935      | Luponini de Chicago                                | México            | director, actor, productor, guionista y compositor                     |
| 1936      | Así es la mujer                                    | México            | director, actor, productor, guionista, editor y compositor             |
| 1936      | Marihuana                                          | México            | director, actor, productor, guionista (adaptación) y compositor        |
| 1937      | Honduras                                           | Honduras, México  | Director, productor, guionista                                         |
| 1938      | Por mis pistolas                                   | México            | director, productor, guionista, editor y compositor                    |
| 1938      | El látigo                                          | México            | director, actor, productor, guionista, editor y compositor             |
| 1938      | Canto a mi tierra (México canta)                   | México            | director, editor y compositor                                          |
| 1938      | El rosario de Amozoc                               | México            | director                                                               |
| 1938      | Una luz en el camino                               | México            | director y guionista (adaptación)                                      |
| 1939      | La traicionera (Herencia macabra)                  | México            | director, guionista (argumento), editor y compositor                   |
| 1939      | Borrasca humana                                    | México            | director, actor, editor y compositor                                   |
| 1943      | El relegado de Pichintún                           | Chile             | director                                                               |
| 1944      | Flor del Carmen                                    | Chile             | director                                                               |
| 1944      | Bajo un cielo de gloria                            | Chile             | director                                                               |
| 1945      | Casamiento por poder                               | Chile             | director                                                               |
| 1947      | La dama de las camelias                            | Chile             | director                                                               |
| 1947      | El amor que pasa                                   | Chile             | director                                                               |
| 1947      | Si mis campos hablaran                             | Chile             | director                                                               |
| 1947      | P'al otro lao o 27 millones                        | Chile y Argentina | director                                                               |
| 1948      | Tonto pillo                                        | Chile             | director y productor                                                   |
| 1948      | Mis espuelas de plata                              | Chile             | director y productor                                                   |
| 1948      | La mano del muertito                               | Chile             | director y productor                                                   |
| 1949      | La cadena infinita                                 | Chile             | director y productor                                                   |
| 1951      | Uno que ha sido marino                             | Chile             | director y productor                                                   |
| 1951      | Mujeres sin mañana                                 | México            | compositor                                                             |
| 1955      | El Gran Circo Chamorro                             | Chile             | director y productor                                                   |
| 1962      | Un chileno en España                               | Chile y España    | director y productor                                                   |
| 1969      | Sonrisas de Chile                                  | Chile             | director y productor                                                   |